# Gawrilsk
Gawrilsk (ros. Гаврильск) – wieś w Rosji, w obwodzie woroneskim, w rejonie pawłowskim. W 2010 liczyła 982 mieszkańców.